# Dịch màng bụng
Dịch màng bụng hay dịch phúc mạc (tiếng Anh: Peritoneal fluid) là dịch huyết thanh được tạo ra bởi phúc mạc trong ổ bụng. Dịch này tác dụng bôi trơn bề mặt của mô lót thành bụng và khoang chậu, và bao phủ hầu hết các cơ quan trong ổ bụng. Cổ trướng là triệu chứng do thể tích dịch màng bụng tăng lên.
Sử dụng phương pháp chọc dịch ổ bụng để lấy dịch màng bụng.

## Phân tích dịch màng bụng
Gradient albumin huyết thanh cổ trướng (serum-ascites albumin gradient, SAAG) là chỉ số hữu ích nhất để đánh giá dịch màng bụng và có thể giúp phân biệt cổ trướng do tăng áp lực tĩnh mạch cửa (trong xơ gan, huyết khối tĩnh mạch cửa, hội chứng Budd-Chiari, v.v.) với các nguyên nhân khác của cổ trướng. SAAG được tính bằng cách lấy giá trị huyết thanh trừ đi giá trị albumin của dịch cổ trướng. Trong tăng áp lực tĩnh mạch cửa, chỉ số SAAG > 1,1 g/dL, trong cổ trướng do các nguyên nhân khác thì chỉ số SAAG < 1,1 g / dL.
Soi dịch màng bụng là một xét nghiệm hữu ích trong việc đánh giá nguyên nhân cổ trướng. Chọc rửa xoang phúc mạc chẩn đoán (DPL) dương tính nếu có bất kỳ dấu hiệu nào sau đây:
1. > 15mL gross blood
2. Hồng cầu > 100.000/mL
3. Bạch cầu > 500/mL
4. Vi khuẩn hiện diện khi nhuộm Gram

Ở bệnh nhân có tiền sử cổ trướng (thường là do xơ gan), vi khuẩn và bạch cầu xuất hiện thì rất gợi ý đến viêm phúc mạc do vi khuẩn tự phát.